# Mistrovství světa v judu 2018
Mistrovství světa ve váhových kategoriích v judu proběhlo v Milli Gimnastika Arenası v Baku, Ázerbájdžánu ve dnech 20. až 25. září 2018. Po skončení turnaje soutěže pokračovaly v mistrovství světa týmů.

## Informace a program turnaje
- seznam účastníků

- čtvrtek – 20. září 2018 – superlehká váha (−60 kg, −48 kg)
- pátek – 21. září 2018 – pololehká váha (−66 kg, −52 kg)
- sobota – 22. září 2018 – lehká váha (−73 kg, −57 kg)
- neděle – 23. září 2018 – polostřední váha (−81 kg, −63 kg)
- pondělí – 24. září 2018 – střední váha (−90 kg, −70 kg) a polotěžká váha (−78 kg)
- úterý – 25. září 2018 – polotěžká váha (−100 kg) a těžká (+100 kg, +78 kg)
- středa – 26. září 2018 – soutěž týmů

## Česká stopa
podrobně zde
- −60 kg - David Pulkrábek (JC Plzeň)
- −66 kg - Pavel Petřikov ml. (JC Hradec Králové)
- −73 kg - Jakub Ječmínek (USK Praha)
- −81 kg - Jaromír Musil (Sokol Praha Vršovice)
- −81 kg - Ivan Petr (Judo SKKP Brno)
- −90 kg - David Klammert (JC Olomouc)
- −90 kg - Jiří Petr (Judo SKKP Brno)
- −100 kg - Michal Horák (USK Praha)
- +100 kg - Lukáš Krpálek (USK Praha)

- −78 kg - Alice Matějčková (JC Plzeň)

## Výsledky

### Muži
podrobné výsledky
| Kategorie | Zlato                       | Stříbro                    | Bronz                      | Bronz                            |
| --------- | --------------------------- | -------------------------- | -------------------------- | -------------------------------- |
| −60 kg    | Naohisa Takató (JPN)        | Robert Mšvidobadze (RUS)   | Rjúdžu Nagajama (JPN)      | Amiran Papinašvili (GEO)         |
| −66 kg    | Hifumi Abe (JPN)            | Jerlan Serikdžanov (KAZ)   | An Pa-ul (KOR)             | Giorgi Zantaraia (UKR)           |
| −73 kg    | An Čchang-im (KOR)          | Sóiči Hašimoto (JPN)       | Mohammad Mohammadí (IRI)   | Hidajat Hejdarov (AZE)           |
| −81 kg    | Saeid Mollaei (IRI)         | Sótaró Fudžiwara (JPN)     | Alexander Wieczerzak (GER) | Vedat Albayrak (TUR)             |
| −90 kg    | Nikoloz Šerazadišvili (ESP) | Iván Silva (CUB)           | Kenta Kagasawa (JPN)       | Axel Clerget (FRA)               |
| −100 kg   | Čo Ku-ham (KOR)             | Varlam Lipartelijani (GEO) | Nijaz Iljasov (RUS)        | Lchagvasürengín Otgonbátar (MGL) |
| +100 kg   | Guram Tušišvili (GEO)       | Ušangi Kokauri (AZE)       | Hisajoši Harasawa (JPN)    | Öldzíbajaryn Dűrenbajar (MGL)    |

### Ženy
podrobné výsledky
| Kategorie | Zlato                        | Stříbro                   | Bronz                         | Bronz                       |
| --------- | ---------------------------- | ------------------------- | ----------------------------- | --------------------------- |
| −48 kg    | Darija Bilodidová (UKR)      | Funa Tonakiová (JPN)      | Galbadrachyn Otgonceceg (KAZ) | Paula Paretová (ARG)        |
| −52 kg    | Uta Abeová (JPN)             | Ai Šišimeová (JPN)        | Érika Mirandaová (BRA)        | Amandine Buchardová (FRA)   |
| −57 kg    | Cukasa Jošidaová (JPN)       | Nekoda Davisová (GBR)     | Christa Degučiová (CAN)       | Dordžsürengín Sumijá (MGL)  |
| −63 kg    | Clarisse Agbegnenouová (FRA) | Miku Taširová (JPN)       | Tina Trstenjaková (SLO)       | Juul Franssenová (NED)      |
| −70 kg    | Čizuru Araiová (JPN)         | Marie-Eve Gahiéová (FRA)  | Yuri Alvearová (COL)          | Jóko Ónová (JPN)            |
| −78 kg    | Šóri Hamadaová (JPN)         | Guusje Steenhuisová (NED) | Marhinde Verkerková (NED)     | Alexandra Babincevová (RUS) |
| +78 kg    | Sarah Asahinaová (JPN)       | Idalis Ortízová (CUB)     | Larisa Cerićová (BIH)         | Kayra Sayitová (TUR)        |

## Statistika
- Věkový průměr medailistů – 25,14 (medián – 25 let)
- Věkový průměr medailistek – 25,96 (medián – 26 let)

- Nejmladší vítěz – Hifumi Abe (21 let)
- Nejmladší vítězka – Darija Bilodidová (17 let 345 dní)[1], (Uta Abeová (18 let a 69 dní))
- Nejstarší vítěz – Saeid Mollaei (26 let)
- Nejstarší vítězka – Šóri Hamadaová (28 let)

- Nejmladší medailista – Sótaró Fudžiwara (20 let)
- Nejmladší medailistka – Darija Bilodidová (18 let), (Uta Abeová (18 let))
- Nejstarší medailista – Axel Clerget (31 let)
- Nejstarší medailistka – Marhinde Verkerková (33 let)

pozn. Věk je počítán podle ročníku narození. V případě ataku rekordu se upřesňuje podle data narození a data získaní medaile.